# 加姆珀哈

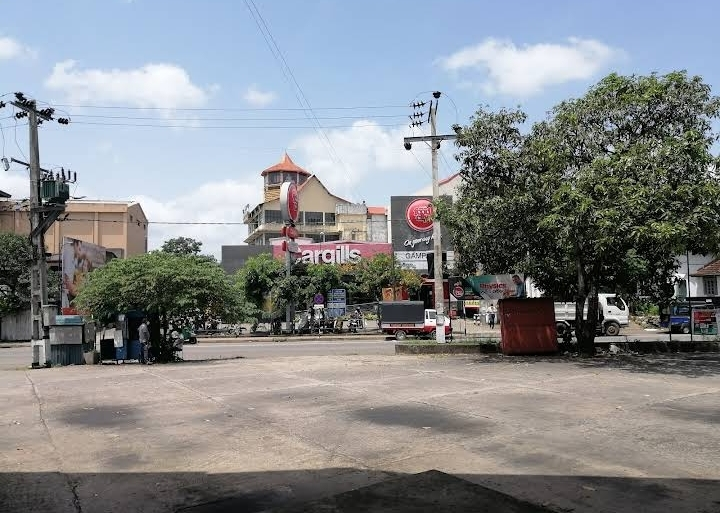
加姆珀哈

加姆珀哈是斯里蘭卡的城鎮，位於該國西部，由西部省的加姆珀哈區負責管轄，距離首都科倫坡31公里，海拔高度15米，2011年人口約9,900。

## 景点
加姆珀哈有知名的穆特拉加维拉红树林和湿地。

## 外部連結
- MSN Map - elevation = 14m[永久]
- Detailed map of Gampaha and Sri Lanka